# Deltochilum jocelynae
Deltochilum jocelynae es una especie de escarabajo del género Deltochilum, tribu Deltochilini, familia Scarabaeidae. Fue descrita científicamente por González-Alvaredo y Vaz-de-Mello en 2021.

## Descripción
Mide aproximadamente 8,1 milímetros de longitud.

## Distribución
Se distribuye por Guyana.